# Salto (Uruguay)
Salto is een stad in Uruguay, gelegen aan de oostelijke oever van de grensrivier, de Uruguay. Salto werd in 1837 gesticht en is tegenwoordig de hoofdstad van het gelijknamige departement Salto. Met 100.572 inwoners in 2004 is Salto de op een na grootste stad van Uruguay, na de 469 km verderop gelegen hoofdstad Montevideo.
Salto is van groot cultureel belang. Ze wordt als de hoofdstad van de noordelijke departementen beschouwd en voorziet zowat in alles, echter wel in mindere mate dan Montevideo. Salto is naast Montevideo de enige andere Uruguayaanse universiteitsstad.
Wat economie betreft is Salto ook belangrijk. Een paar kilometer van de stad ligt op de grensrivier de Salto Grandedam, de grootste waterkrachtcentrale van Uruguay en voor Argentinië de op een na grootste, na de Yacyretádam. Ook de brug over de Uruguay die Salto met de Argentijnse stad Concordia verbindt, is van grote economische waarde. Het is de drukst gebruikte verbindingsweg tussen Argentinië en Uruguay.
Verder profiteert de stad ook van wintertoerisme: de natuurlijke warmwaterbronnen tussen Salto en Paysandú worden ten volle geëxploiteerd ten voordele van de toeristen, voornamelijke tijdens la Semana Santa, de week voor Pasen.

## Geboren
- Horacio Quiroga (1878-1937), schrijver
- José Andrade (1901-1957), voetballer
- Pedro Rocha (1942-2003), voetballer
- Aníbal Ruiz (1942-2017), voetbalcoach
- Sergio Santín (1956), voetballer
- Federico Moreira (1961), wielrenner
- Javier Guarino (1986), voetballer
- Edinson Cavani (1987), voetballer
- Luis Suárez (1987), voetballer
- David Texeira (1991), voetballer
- Rubén Bentancourt (1993), voetballer
- Gastón Silva (1994), voetballer
- Joaquín Ardaiz (1999), voetballer